# Peter Högemann
Franz-Peter Högemann (* 20. Februar 1941 in Göttingen; † 30. November 2021 in Ravensburg) war ein deutscher Althistoriker.

## Leben
Peter Högemann machte sein Abitur erst im Alter von 25 Jahren auf dem zweiten Bildungsweg am altsprachlichen Aufbaugymnasium in Bad Driburg. Anschließend studierte er Katholische Theologie und Altorientalistik an der Universität Münster und schloss mit einem Diplom in Katholischer Theologie ab. Es folgte ein Zweitstudium in Assyriologie, Klassischer Philologie, Klassischer Archäologie und Alter Geschichte wiederum an den Universitäten Münster, Würzburg und Tübingen. 1982 wurde er in Würzburg bei Dieter Timpe im Fach Alte Geschichte mit einer Dissertation zu Alexander der Große und Arabien promoviert. In Tübingen erfolgte 1991 die Habilitation zum Thema „Das alte Vorderasien und die Achämeniden – Rezeption vorderorientalischer Herrschaftsformen durch die Perser“. Anschließend wurde er in Tübingen Privatdozent am Historischen Seminar. 1993 wurde er C3-Professor an der Universität Erlangen. Zum Wintersemester 2005/2006 ging Högemann in den Ruhestand, hielt aber trotzdem weiterhin Lehrveranstaltungen ab. Sein Nachfolger wurde Andreas Luther.
Als Vertreter der Alten Geschichte unterstützte er das unter anderem von der Staedtler-Stiftung geförderte Projekt „Die Griechen und der Vordere Orient von der mykenisch-hethitischen Zeit bis zu Alexander dem Großen und seinen Nachfolgern“ (Indogermanistik: Norbert Oettinger für die Hethitologie und Robert Plath für Mykenisch, Karlheinz Kessler für Assyriologie).

## Schriften
- Alexander der Große und Arabien (= Zetemata. Heft 82). C.H. Beck, München 1985, ISBN 3-406-30493-1 (Dissertation Würzburg).
- Das alte Vorderasien und die Achämeniden. Ein Beitrag zur Herodot-Analyse (= Beihefte zum Tübinger Atlas des Vorderen Orients. Reihe B: Geisteswissenschaften. Nummer 98). Reichert, Wiesbaden 1992, ISBN 3-88226-563-9 (Habilitationsschrift Tübingen).
- Über das Verhältnis von Kultur und Religion. Fünf Vorträge (= Erlanger Forschungen. Reihe A: Geisteswissenschaften. Band 105). Universitäts-Bibliothek, Erlangen 2004, ISBN 3-930357-63-1.
- mit Norbert Oettinger: Lydien. Ein altanatolischer Staat zwischen Griechenland und dem Vorderen Orient. Walter de Gruyter, Berlin/Boston 2018, ISBN 978-3-11-043966-3.